# Менити (Вибо Валенција)
Менити је насеље у Италији у округу Вибо Валенција, региону Калабрија.
Према процени из 2011. у насељу је живело 312 становника. Насеље се налази на надморској висини од 417 м.